# Emil Seidel

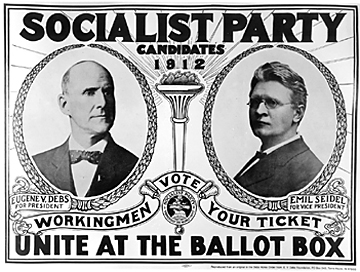
Campagneposter voor de Amerikaanse presidentsverkiezingen van 1912.

Emil Seidel (Ashland, 13 december 1864 - 1947) was van 1910 tot 1912 de eerste burgemeester van Milwaukee en daarmee ook de eerste socialistische burgemeester van een grote stad in de Verenigde Staten.

## Biografie
Als kind verhuisde Seidel met zijn familie naar Wisconsin. Als jonge man studeerde hij in Duitsland voor houtsnijder. Teruggekeerd in de Verenigde Staten sloot hij zich aan bij de Amerikaanse Socialistische Partij. Hij vestigde zich in Milwaukee. In 1904 werd hij samen met acht andere Socialsiten gekozen tot wethouder. Nadat hij in 1910 burgemeester was geworden werden allerlei nieuwe wijzigingen doorgevoerd, zoals de aanstelling van een politie- en brandweercommissie en de oprichting van een stadspark. Ook nam hij de auteur en dichter Carl Sandburg voor korte tijd in dienst als secretaris.
In 1912 werd Seidel bij de burgemeesterverkiezingen verslagen door Gerhard Adolph Bading. In datzelfde jaar deed hij samen met Eugene V. Debs namens de Amerikaanse presidentsverkiezingen van 1912 namens de Amerikaanse Socialistische Partij mee als kandidaat-vicepresident en verloor de verkiezingen. In 1932 kreeg hij bij de verkiezingen voor een zetel in de Amerikaanse Senaat 6% van de stemmen. Ook vervulde hij nog twee termijnen als wethouder (1916–20 en 1932–36).